# Мертінген
Мертінген (нім. Mertingen) — громада в Німеччині, знаходиться в землі Баварія. Підпорядковується адміністративному округу Швабія. Входить до складу району Донау-Ріс.
Площа — 38,42 км2. Населення становить 4061 ос. (станом на 31 грудня 2020).